# Bulletin officiel du royaume du Maroc

Le Bulletin officiel du royaume du Maroc  (en arabe : الجريدة الرسمية للمملكة المغربية), en abrégé BORM ou simplement BO, anciennement Bulletin officiel de l'Empire chérifien, est une publication de l'État marocain, éditée — en arabe et en français — par le Secrétariat général du gouvernement et consignant notamment les textes des lois, des dahirs, des décrets et des traités internationaux. L'édition générale, en arabe, est bihebdomadaire, et celle de la traduction officielle en français bimensuelle.
Sa première édition, mise en place dans le cadre du protectorat français dans l'Empire chérifien établi par le traité franco-marocain de Fès (30 mars 1912), remonte au 1er novembre 1912. Son en-tête, qui était alors « Empire chérifien - Protectorat de la République française au Maroc », a laissé place à « Empire chérifien » à la suite de l'indépendance retrouvée en 1955, et enfin à « royaume du maroc » en 1957, le sultan Sidi Mohammed (ben Youssef) devenant le roi Mohammed V.

## Histoire
Initialement a été créé un « Bulletin officiel du Gouvernement chérifien et du protectorat de la République française au Maroc, destiné à publier les décrets et décisions du Gouvernement chérifien, les lois, décrets, arrêtés et décisions du Gouvernement de la République relatifs au Maroc ainsi que les arrêtés et décisions du commissaire résident général » (article 1 de l'arrêté résidentiel du 2 septembre 1912 portant création du Bulletin officiel, établi par Hubert Lyautey et paru dans le premier numéro du 1er novembre 1912, soit sept mois après l'instauration du protectorat français par le traité franco-marocain de Fès). Son en-tête était « Empire chérifien : Protectorat de la République française au Maroc ». Ce Bulletin officiel de l'Empire chérifien - Protectorat de la République française au Maroc, publié à Rabat, comme les suivants, et d'abord en français, connut une première version en arabe l'année suivante,.
Parallèlement, le 10 avril 1913 — environ cinq mois après la naissance du premier Bulletin officiel de l'Empire chérifien - Protectorat de la République française au Maroc et quatre mois après la convention franco-espagnole de Madrid définissant la zone d'influence espagnole au Maroc (27 novembre 1912) — fut publié à Madrid le premier « bulletin officiel de l'Espagne au Maroc », alors nommé Boletín oficial de la Zona de Influencia española en Marruecos (« Bulletin officiel de la zone d'influence espagnole au Maroc »), avant d'être rebaptisé Boletín oficial de la Zona de Protectorado español en Marruecos (« Bulletin officiel de la zone de protectorat espagnol au Maroc ») à partir du 10 décembre 1918.
Sept jours après la reconnaissance de l'indépendance du Maroc par la France (2 mars 1956), le Bulletin officiel de l'Empire chérifien : Protectorat de la République française au Maroc laissa place au Bulletin officiel de l'Empire chérifien (no 2263 du 9 mars 1956),, et près d'un an et demi après, au Bulletin officiel du royaume du Maroc (no 2353 du 29 novembre 1957),, « Sa Majesté Sidi Mohammed (ben Youssef) », sultan de l'Empire chérifien, devenant « Sa Majesté Mohammed V », roi du Maroc.

## Périodicité
Le 16 octobre 1980, un décret relatif aux éditions du Bulletin officiel du royaume du Maroc (BORM), signé par Maati Bouabid et contresigné par Abass El Kissi, alors respectivement Premier ministre et secrétaire général du gouvernement, précise dans son article 1 qu'il existe :
- quatre éditions en arabe  : 
  - une « édition générale dans laquelle sont insérés les lois, les règlements et le texte officiel en langue arabe des accords internationaux ainsi que tous autres décisions ou documents dont la publication au Bulletin officiel est prévue par les lois ou règlements en vigueur »,
  - une « édition des débats la Chambre des représentants »,
  - une « édition des débats de la Chambre des conseillers »,
  - une « édition des annonces légales, judiciaires et administratives » ;
- une « édition contenant la traduction officielle des lois et règlements [de facto en français], ainsi que le texte en langue étrangère des accords internationaux lorsqu'aux termes de ces accords ledit texte fait foi soit seul, soit concurremment avec le texte arabe. »

La périodicité des éditions, telle que fixée le même jour par un arrêté du secrétaire général du gouvernement, (conformément à l'article 2 du décret), varie en fonction du type — édition générale ou autre — et de la langue d'édition : l'arabe — l'une des deux langues officielles avec l'amazighe, instauré en tant que telle dans la Constitution révisée de 2011 — ou le français — langue non officielle mais dont l'usage remonte au temps de la « période française » :
- en arabe : 
  - deux fois par semaine – le lundi et le jeudi – pour l'édition générale,
  - une fois par mois pour l'édition des débats de la Chambre des représentants,
  - une fois par semaine – le mercredi – pour l'édition des annonces légales, judiciaires et administratives ;
- en français : 
  - deux fois par mois, les premier et deuxième jeudis (édition de traduction officielle).